# Tunng

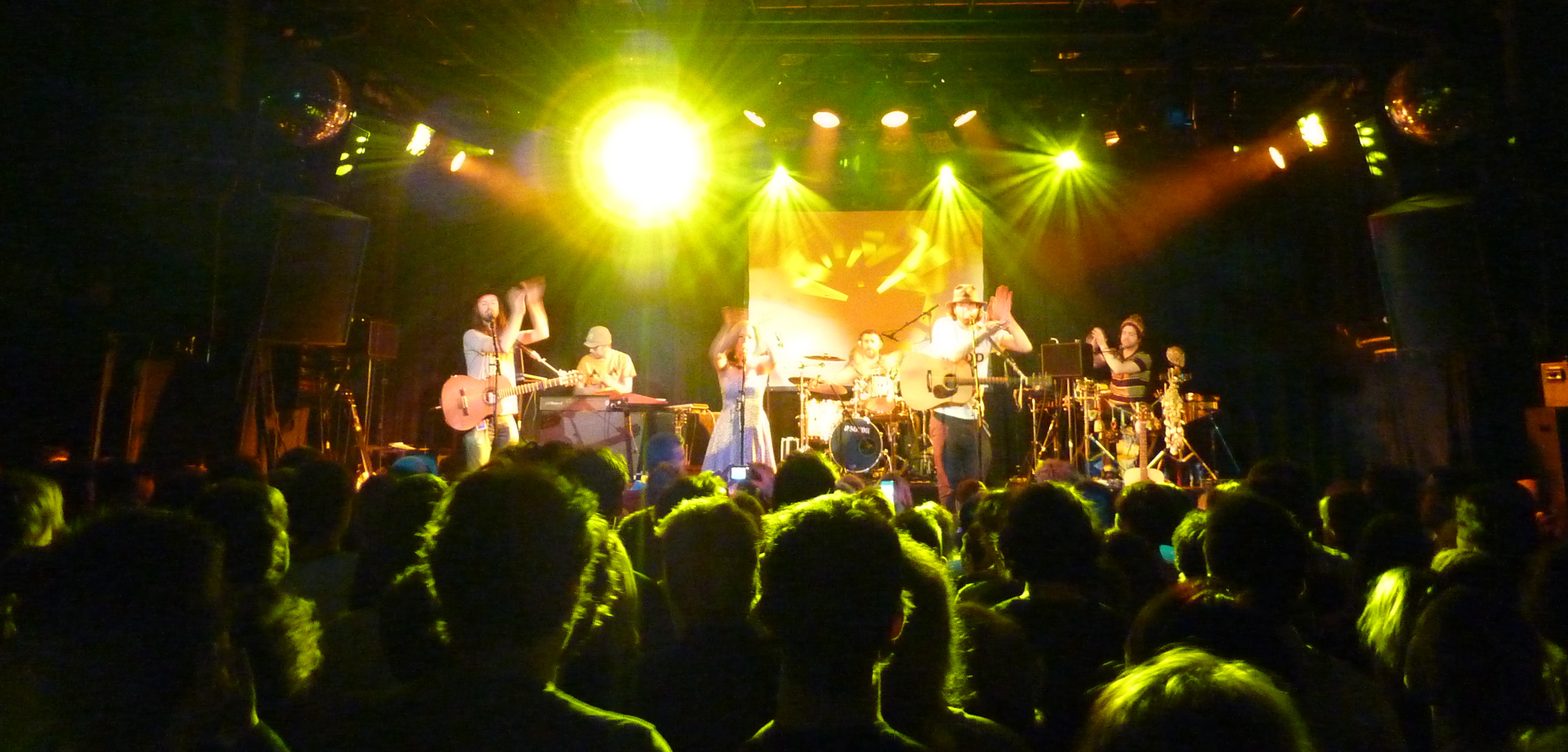
Tunng in 2010

Tunng is een experimentele folkband uit Engeland.
Tunng wordt vaak in verband gebracht met het folktronica-genre, vanwege de elektronische geluiden in hun werk. Ook gebruiken ze vreemde instrumenten, zoals schelpen.

## Discografie

### Albums
- Mother's Daughter and Other Songs (2005)
- Comments of the Inner Chorus (2006)
- Good Arrows (2007)
- ... And Then We Saw Land (2010)
- Turbines (2013)
- Songs You Make At Night (2018)
- This Is Tunng... Magpie Bites And Other Cuts (2019)

### Singles
- Bullets (2007)
- Bricks (2007)
- It's Because...We've Got Hair (2006)
- Jenny Again (2006)
- Woodcat (2006) (7")
- The Pioneers (2006, cover van Bloc Party) (7"/CD)